# بلگا (سیگار)
بلگا  (به انگلیسی: Belga) یک برند سیگار ایجاد شده در بلژیک است؛ مالک فعلی این برند بریتیش امریکن توباکو است. این برند در سال ۱۹۲۳ پایه‌گذاری گردید.
تولید سیگارهای این برند از سال ژوئن ۲۰۱۴ متوقف شده‌است.